# Moskitos Essen
ESC Moskitos Essen – niemiecki klub hokejowy z siedzibą w Essen.
Aktualnie występuje w Regionallidze, zaś w latach 1999-2002 grał w Deutsche Eishockey Liga.

## Dotychczasowe nazwy
- Essener RSC (1935–1968)
- ERV Essen (1968–1975)
- Essener SC (1975–1976)
- EHC Essen (1976–1983)
- EHC Essen-West (1983–1994)
- Moskitos Essen (od 1994)

## Sukcesy
- Mistrzostwo 2. Bundesligi: 1982, 1999